# Arbelus nuperus
Arbelus nuperus är en stekelart som först beskrevs av Davis 1897.  Arbelus nuperus ingår i släktet Arbelus och familjen brokparasitsteklar. Inga underarter finns listade.